# Benoîte Cadeau-Fessel
Pour les articles homonymes, voir Cadeau (homonymie) et Fessel.
Benoîte Cadeau-Fessel, aussi dénommée Benoîte Pauline Cadeau de son nom de naissance, ou Benita Paulina Cadeau (de) Fessel en espagnol, est une sage-femme française née à Lyon en 1792, pionnière de l’obstétrique au Pérou au xixe siècle.

## Biographie
Benoîte Pauline Cadeau naît à Lyon en 1972 et étudie à la maternité de Port-Royal et à la Faculté de médecine à Paris entre 1816 et 1818. Durant ses études, elle reçoit plusieurs prix et est directement l’élève de Marie-Louise Lachapelle. Elle part ensuite avec son mari Jean-Baptiste Fessel à la Nouvelle-Orléans en 1823 ou 1824. Le couple échoue à créer une maternité inspirée du modèle parisien en Louisiane, déménage au Mexique pour mener le même projet à Guadalajara, qui échoue également ; avant de s’installer à Lima en 1826. Elle y fonde une école destinée à la diffusion de la méthode française avec l’aval de Miguel Tafur (es), médecin et recteur de l’Université de Lima et d’Hipólito Unanue (en), ministre des finances et médecin personnel de Simón Bolívar. Ces hommes, comme une partie de la classe politique péruvienne de l’époque, voient dans cette initiative une opportunité de renforcement démographique et de lutte contre le « dépeuplement ».
Dans ses enseignements et ses publications, Cadeau-Fessel oppose la formation de sage-femme diplômées aux pratiques locales préexistantes autour des naissances, qui sont dénigrées car provenant principalement de transmission orale ou pratique, et seraient dépourvues de bases anatomiques. Ce type de critiques rejoint celles de membres du clergé, qui voient d’un mauvais œil les éléments jugés trop proches de rite préchrétiens et précoloniaux comme l’utilisation d’encens ou certaines superstitions. Elle soutient donc que les accouchements doivent se pratiquer sous la surveillance des femmes qu’elle forme, tout en s’opposant à ce que les médecins y tiennent un rôle, car elle juge que cet acte doit rester dans les mains des femmes (elle cite à cet effet les mots de Philippe Hecquet dans De l’indécence aux hommes d’accoucher aux femmes). Ses élèves sont également opposées aux accoucheuses traditionnelles d’un point de vue sociologique : dotées d’une instruction préalable, elles sont pour la plupart issues de la petite bourgeoisie, blanches ou métisses, tandis que les accoucheuses sont souvent issues des peuples indigènes.
Les cours sont théoriques et pratiques, comme la formation qu’elle a reçue à Paris, et comprennent également des cours de français, pour permettre aux élèves de consulter les ouvrages de la bibliothèque. La première promotion de cinq élèves est diplômée en 1833 après quatre ans d’études. Parmi ces élèves, deux sont ensuite missionnées pour créer des établissements similaires à La Paz et à Quito ; des élèves des promotions suivantes seront aussi nommées pour fonder des maternités à Cuzco et Arequipa.